# Нижній Кулусутай
Нижній Кулусута́й (рос. Нижний Кулусутай) — село у складі Ононського району Забайкальського краю, Росія. Входить до складу Кулусутайського сільського поселення.

## Історія
Село засновано 2013 року шляхом відокремлення від села Кулусутай.